# Luis César Carniglia
Luis César Vicente Carniglia López, noto anche come Luis Carniglia Jr. (Buenos Aires, 2 gennaio 1944), è un ex calciatore argentino, di ruolo centrocampista.

## Carriera
Figlio di Luis Carniglia, ex-calciatore ed allenatore a lungo attivo anche in Italia, ha militato in Serie A con le maglie di Sampdoria (5 presenze in 2 stagioni, con una rete nel pareggio esterno contro il Foggia, nell'annata 1964-1965) e Milan, con cui non è mai sceso in campo in incontri di campionato ma ha disputato la gara di ritorno del terzo turno della Coppa Italia 1966-1967 (poi vinta dai rossoneri) contro il Torino e due partite della Coppa delle Alpi.
Ha inoltre  militato in Serie B con le maglie di Monza e Cesena, anche in questo caso però come rincalzo (14 presenze complessive fra i cadetti). È stato invece titolare nel Cesena in Serie C nella stagione Serie C 1967-1968, contribuendo con 8 reti alla promozione dei romagnoli in B.

## Palmarès

### Giocatore

#### Competizioni nazionali
- Coppa Italia: 1

Milan: 1966-1967
- Serie C: 1

Cesena: 1967-1968